# Junglă

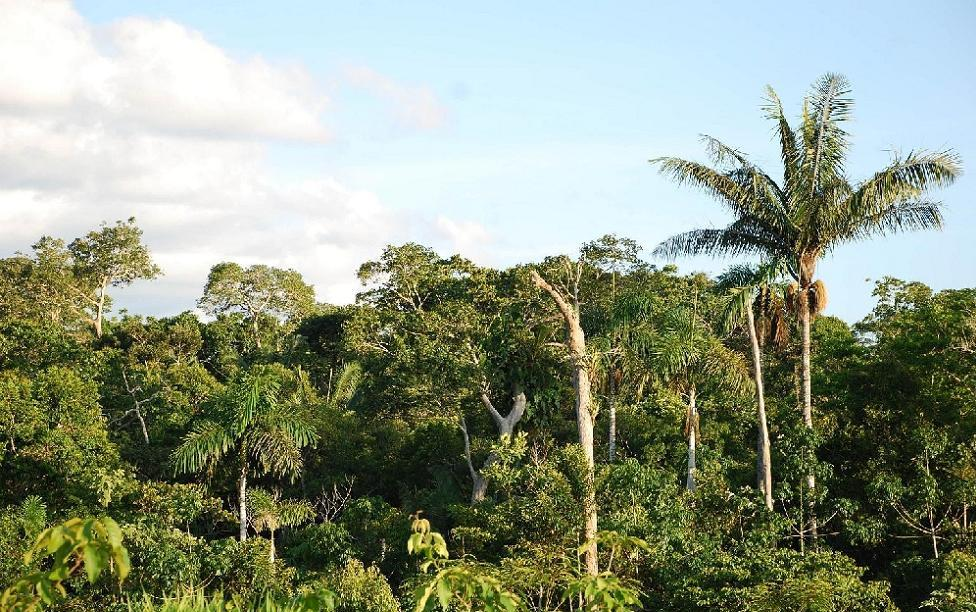
Junglă în America de Sud

Jungla este o pădure tropicală sau subtropicală deasă, greu de străbătut, cu numeroase tufișuri și liane, situată adesea în regiuni mlăștinoase. În sanscrită jangala (जंगल) înseamnă pământ necultivat. Circa 6% din suprafața solidă a planetei este catalogată drept junglă.

## Habitatul natural

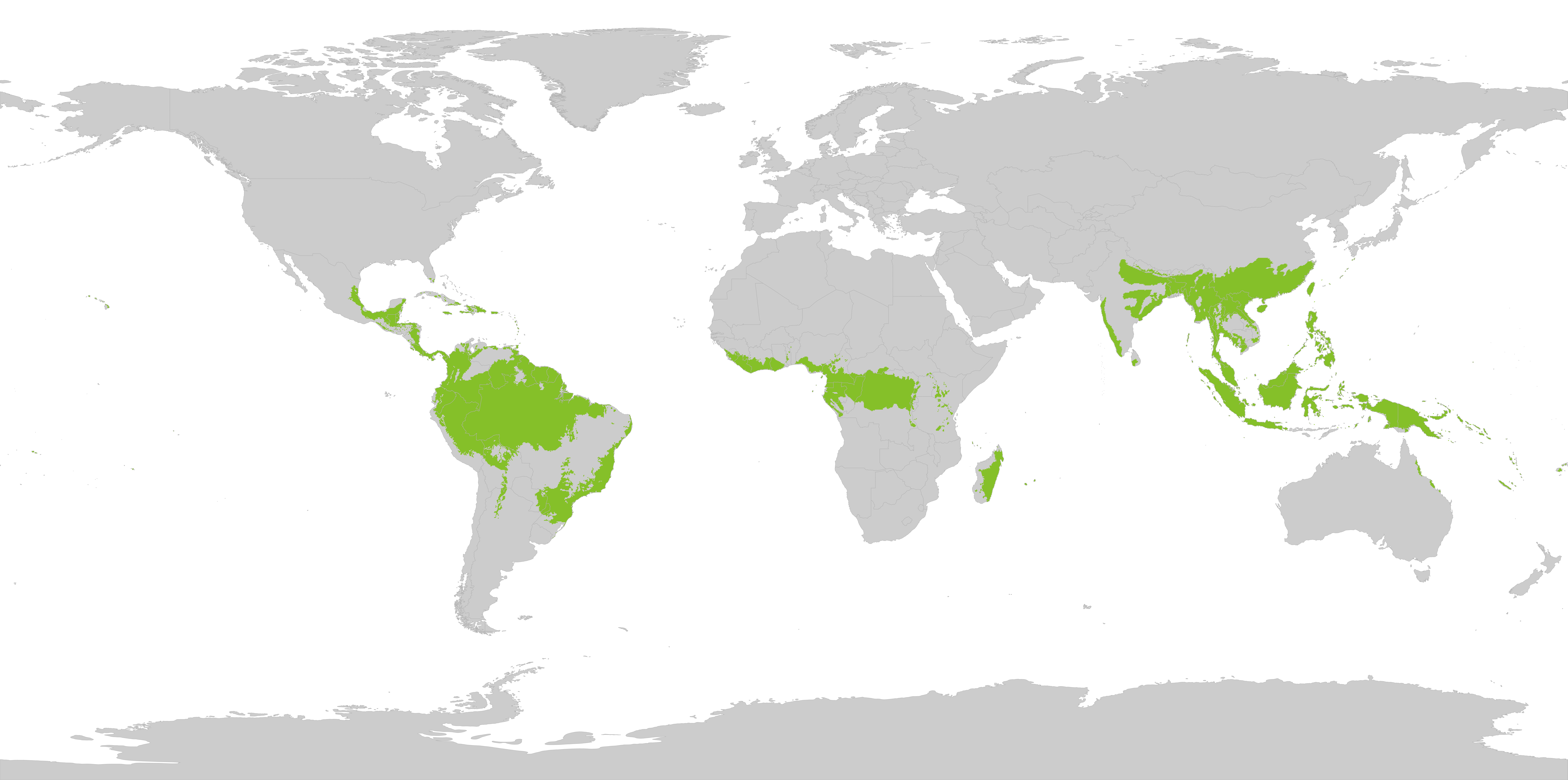

Cele mai mari jungle din lume sunt în Africa ecuatorială de la Camerun către Republica Democratică Congo, în Asia de Sud și Sud-Est de la Myanmar către Indonezia și Papua Noua Guinee, și Pădurea Amazoniană.

## Flora

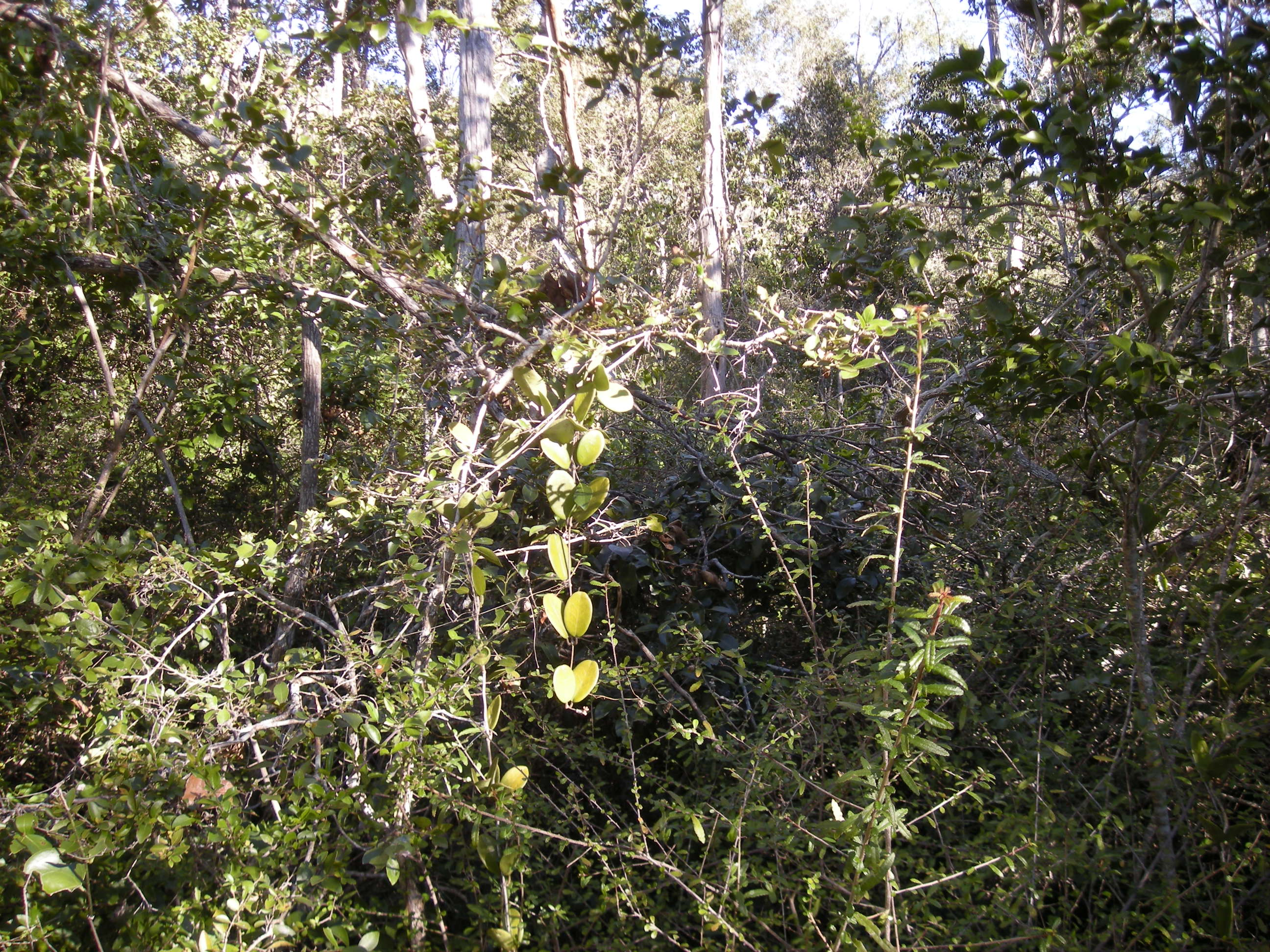

Baza trunchiului multor specii este de proiecție larga. S-a presupus că aceste proiecții ajută la menținerea echilibrului copacului, dar acum se crede că aceste proeminențe de apă cu nutrienți dizolvat curge la rădăcinile unui copac. Frunzele sunt largi, de asemenea, comune în copaci, arbuști și ierburi de niveluri mai mici de pădure. Arborii tineri de mare, neajunși încă pe puntea superioară, au frunze mai largi, care apoi scad cu înălțimea. Frunzele lor late ajută ca plantele să absoarbă mai bine lumina soarelui sub copacii din marginea pădurii, si sunt protejate din partea de sus a vântului. Frunzele de nivel superior formează un baldachin, de obicei mai mici și mult tranșate, pentru a reduce presiunea vântului. La etajele inferioare ale frunzelor de multe ori sa redus capete astfel încât să contribuie la scurgerea rapidă a apei și împiedică creșterea de germeni pe ele și mușchi, distrugerea frunzele.Vârfurile copacilor sunt adesea foarte bine conectate prin viță de vie sau de plante - epifite, sunt fixate pe ele. Alte caracteristici ale junglei pot fi coaja extrem de subțire (1-2 mm), uneori acoperită cu țepi ascutiti sau spini, prezența de flori și fructe, care cresc direct pe trunchiurile copacilor, o mare varietate de fructe zemoase care atrag păsări, mamifere și chiar pești care se hrănesc cu particule dispersate.

## Fauna

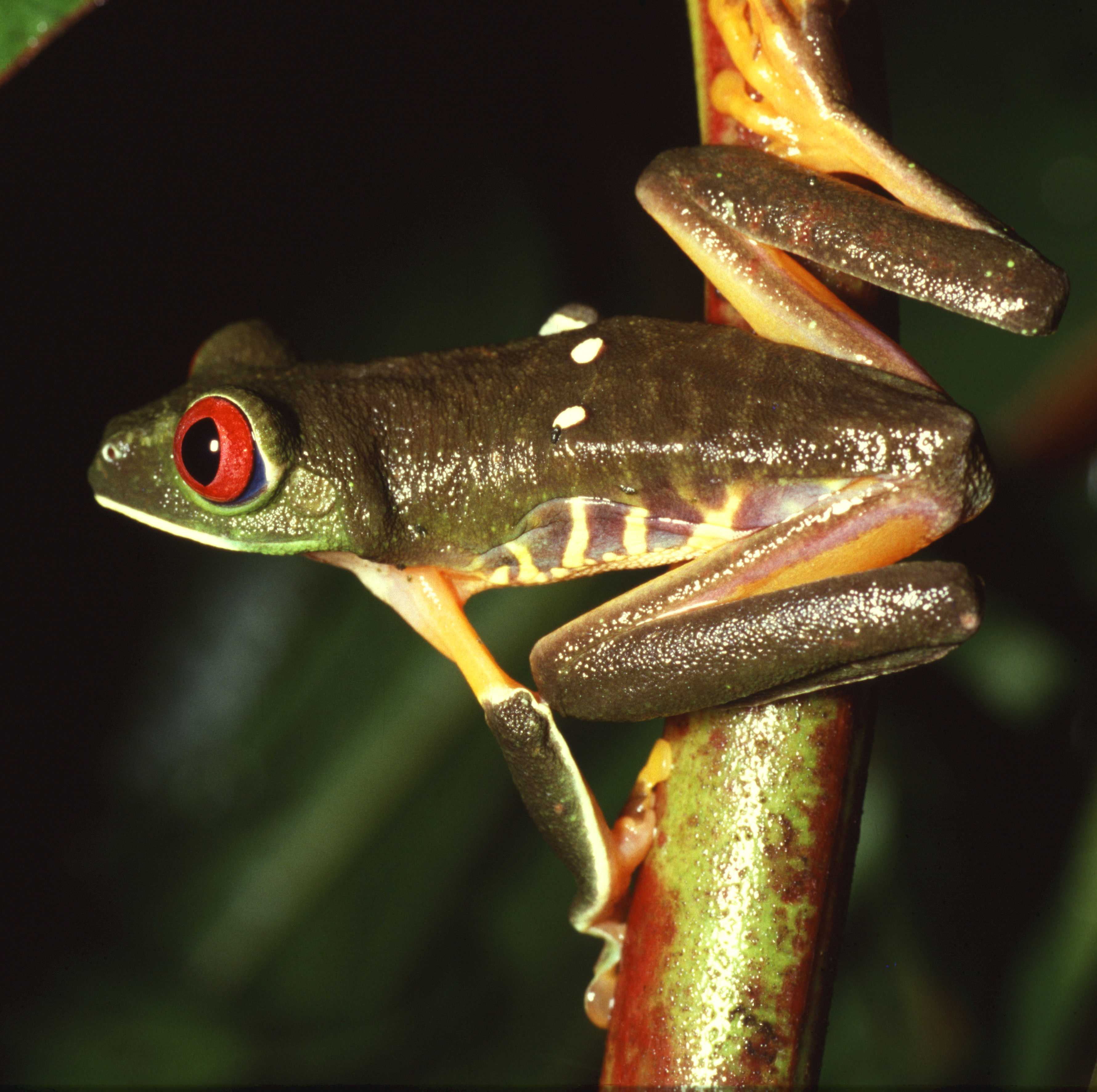

În jungla trăiesc maimuțe cu nasul-larg, tigri, un număr de familii de rozătoare, lilieci, lame, marsupiale, unele ordine de păsări și de unele reptile, amfibieni, pești și nevertebrate. În copaci trăiesc animale vii cu multe cozi prehensile - anteaters Cebidae, pitic și tetradigitate, oposumii, aricii Cebidae, lenesii. O mulțime de insecte, în special fluturi (una dintre cele mai bogate faune din lume) și gândaci (100 specii), mulți pești (2.000 de specii - aproximativ o treime din fauna de apă dulce din lume).

## Umiditatea

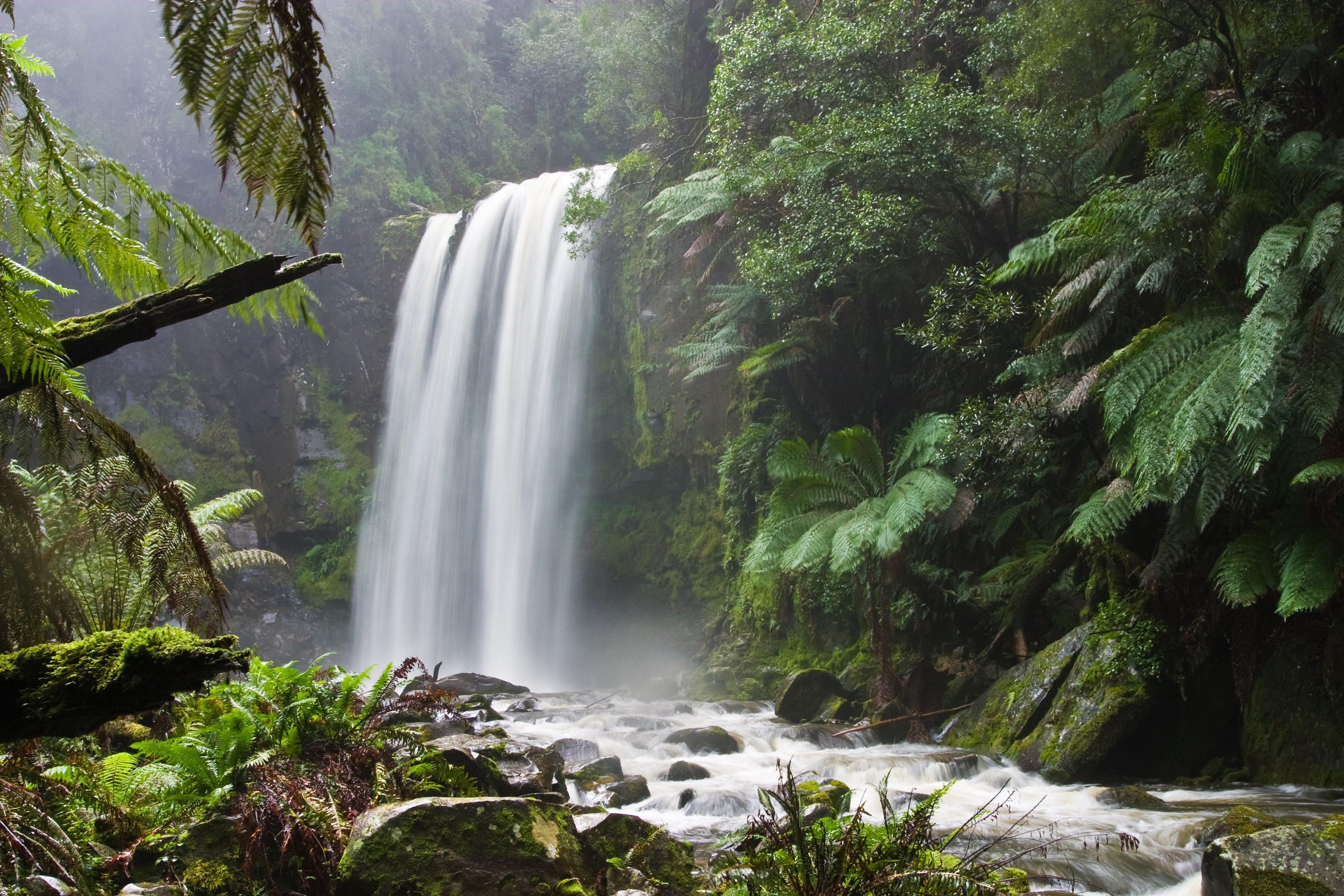

Fiecare junglă este împărțită în patru niveluri principale, fiecare dintre ele cu propriile sale caracteristici, având o floră și o faună diferită. În junglă plouă abundent; din aceasta cauză unele regiuni sunt inundate mereu.

## Efecte asupra omului

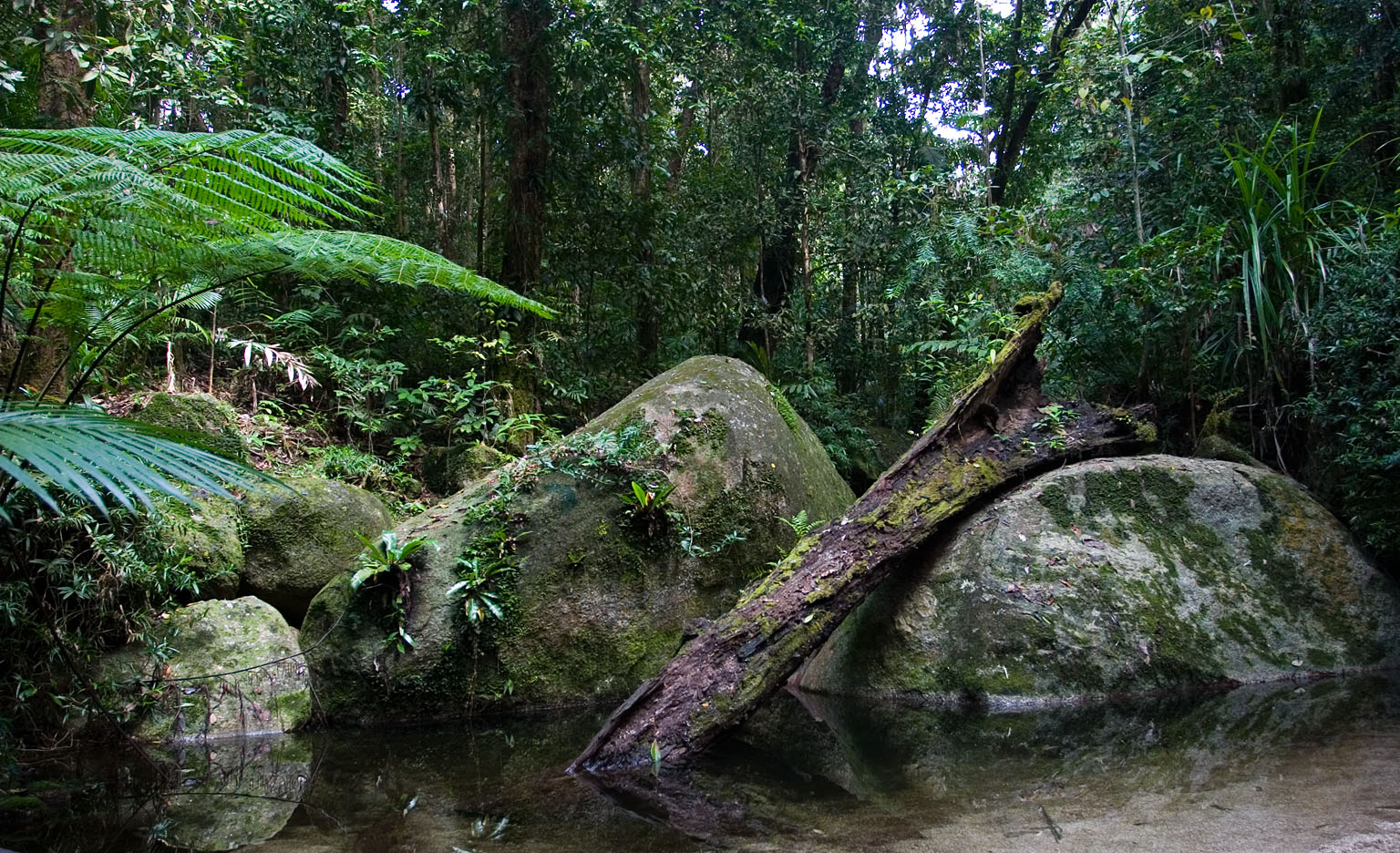

Aceste păduri joacă un rol semnificativ în cifra de afaceri cu lemn multe întreprinderi taie copaci pentru a produce mobile,case etc. Jungla joacă, de asemenea, un rol în aer de răcire care trece prin ele. Prin urmare, jungla este una dintre cele mai importante ecosisteme ale planetei, distrugerea junglei duce la eroziunea solului, reducerea speciilor de floră și faună, echilibrului ecologic schimbări pe arii largi și lumea în general.